# Hoàng Thùy Linh

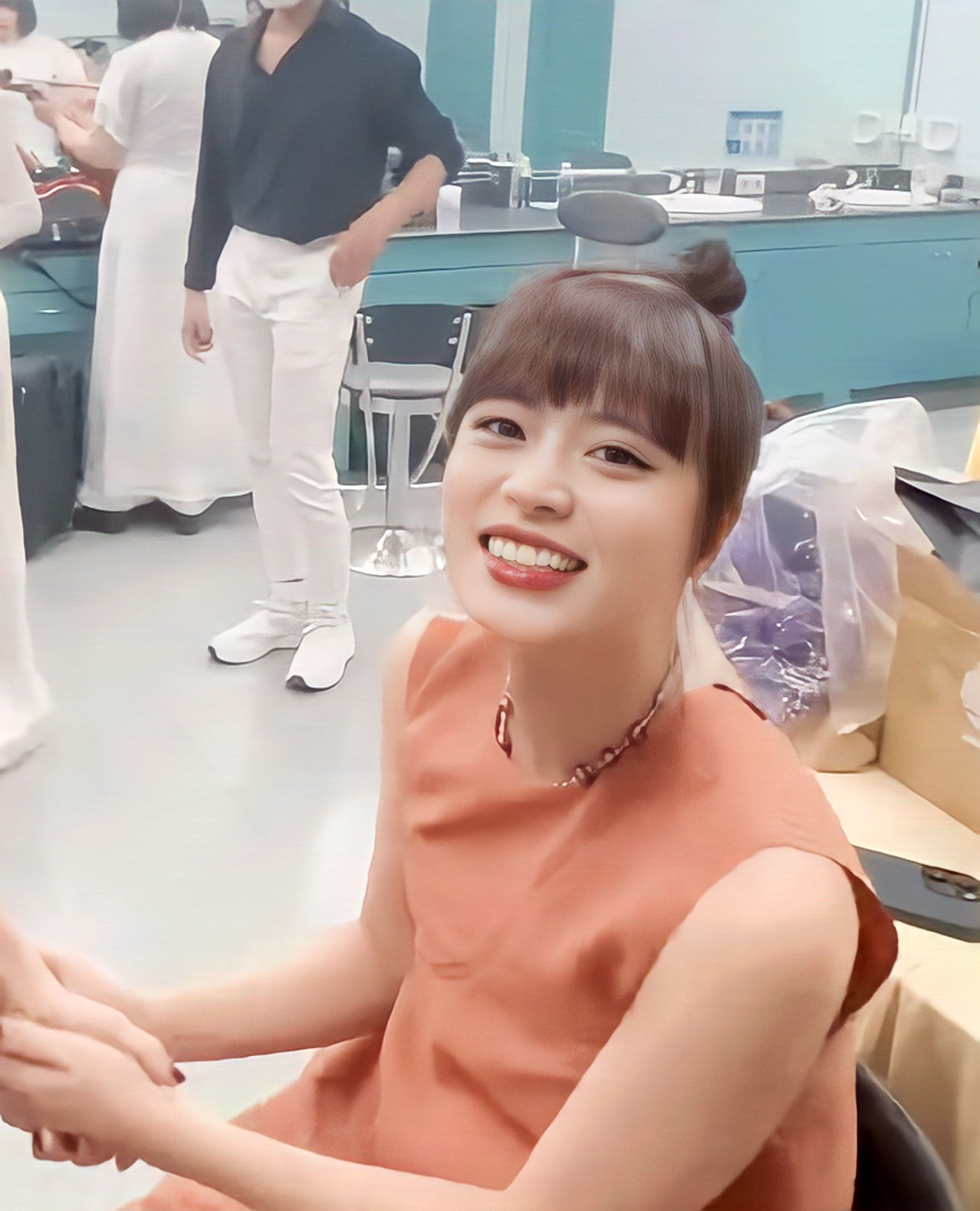
Hoàng Thùy Linh

Hoàng Thùy Linh (11 de agosto de 1988, Hanoi) é uma atriz e cantora de pop vietnamita. Conhecida pelo remix de seu single See Tình. Comumente associada a um escândalo sexual em 2007. Ex-aluna da Universidade de Hanói na carreira artística, foi lançada para ser atriz na Televisão Nacional do Vietnã, também como cantora, líder e vocalista, em que surgiu com um grupo musical chamado Thien Than (os anjos). Além de interpretar uma personagem como mestre de cerimônias em Hanói em um programa de televisão, Vui Cung Hugo (Joy com Hugo), ela também participa da maioria das séries e peças de televisão, que são programas interativos e também clipes comerciais.
Seu primeiro papel como atriz foi quando interpretou um personagem na série Đường đời (Caminho da vida), o drama de uma menina chamada Thuy (em 2004, 25 episódios, no Prêmio Ouro de 2005 - Vietnam Drama Festival de 2005). Depois do sucesso, ele participou de dois dramas como Trò đùa của số phận (risos do destino) (2005, 18 episódios), filmado pelo diretor Huy Thuan, seu personagem principal foi em Đi về phía mặt trời (Viagem ao Sol) (2006, 29 episódios) dirigido pelo diretor Luu Trong Ninh.